# Баттерси (железнодорожный мост)
Железнодорожный мост Баттерси (первоначально называвшийся Мост Креморн, в честь прибрежных общественных садов Креморн в Челси, и ранее обычно называемый Новым мостом Баттерси) — мост через Темзу в Лондоне, между Баттерси и Фулемским мостом. Принадлежит компании Network Rail Infrastructure Ltd (которая использует мост через реку Челси в качестве своего официального названия), она соединяет Баттерси с крайней северо-восточной частью Фулема, известной как гавань Челси; перестроенный в XXI веке район на южной стороне. Мост используется западной лондонской линией лондонского надземного метро.

## История
Мост был спроектирован Уильямом Бейкером, главным инженером Лондонской и Северо-Западной железной дороги, и был открыт 2 марта 1863 года по цене £87,000 (что эквивалентно £8,500,000 на 2020 год). Он имеет два пути и состоит из пяти 120-футовых (37 м) арок с решетчатыми балками, установленных на каменных опорах.
Кирпичный виадук с тремя арками несет линию на северной стороне моста, при этом одна арка была открыта, чтобы обеспечить пешеходный маршрут под железной дорогой, как часть Пути Темзы. На южной стороне находятся четыре арки, две из которых используются в качестве складских помещений для жителей плавучего дома, пришвартованного непосредственно ниже по течению, а ещё одна из которых была открыта для пешеходного движения Thames Path в рамках застройки Lombard Wharf.
Мост был укреплен и отремонтирован в 1969 г., а затем в 1992 г. Во время прилива в конце 2003 г. в конструкцию врезалась мусоровоз, который значительно повредил некоторые нижние элементы конструкции: ремонт был завершен в начале 2004 г.
В ноябре 2013 года было получено разрешение на строительство пешеходного моста «Бриллиантовый юбилей», расширяющего две центральные опоры моста вверх по течению.
Поезда пересекаются с ограничением скорости 20/30 миль в час (движение локомотивов ограничено до 20 миль в час, все остальные движения ограничены до 30 миль в час).
В 2008 году мост был объявлен памятником архитектуры категории II, что обеспечивает защиту и сохранение его особого характера от нежелательной застройки.